# Eudoxochiton (Eudoxoplax) inornatus
Eudoxochiton (Eudoxoplax) inornatus is een keverslakkensoort uit de familie van de Callochitonidae. De wetenschappelijke naam van de soort is voor het eerst geldig gepubliceerd in 1881 door Tenison-Woods.